# Козоріс Михайло Кирович
Миха́йло Ки́рович Козорі́с (*2 березня 1882, Калуш — †3 листопада 1937, Сандармох, Карелія, РФ) — український прозаїк, поет, байкар, публіцист. Брат письменниці Марії Бариляк.
Жертва сталінського терору.

## Біографія
Народився в сім'ї міщанина.

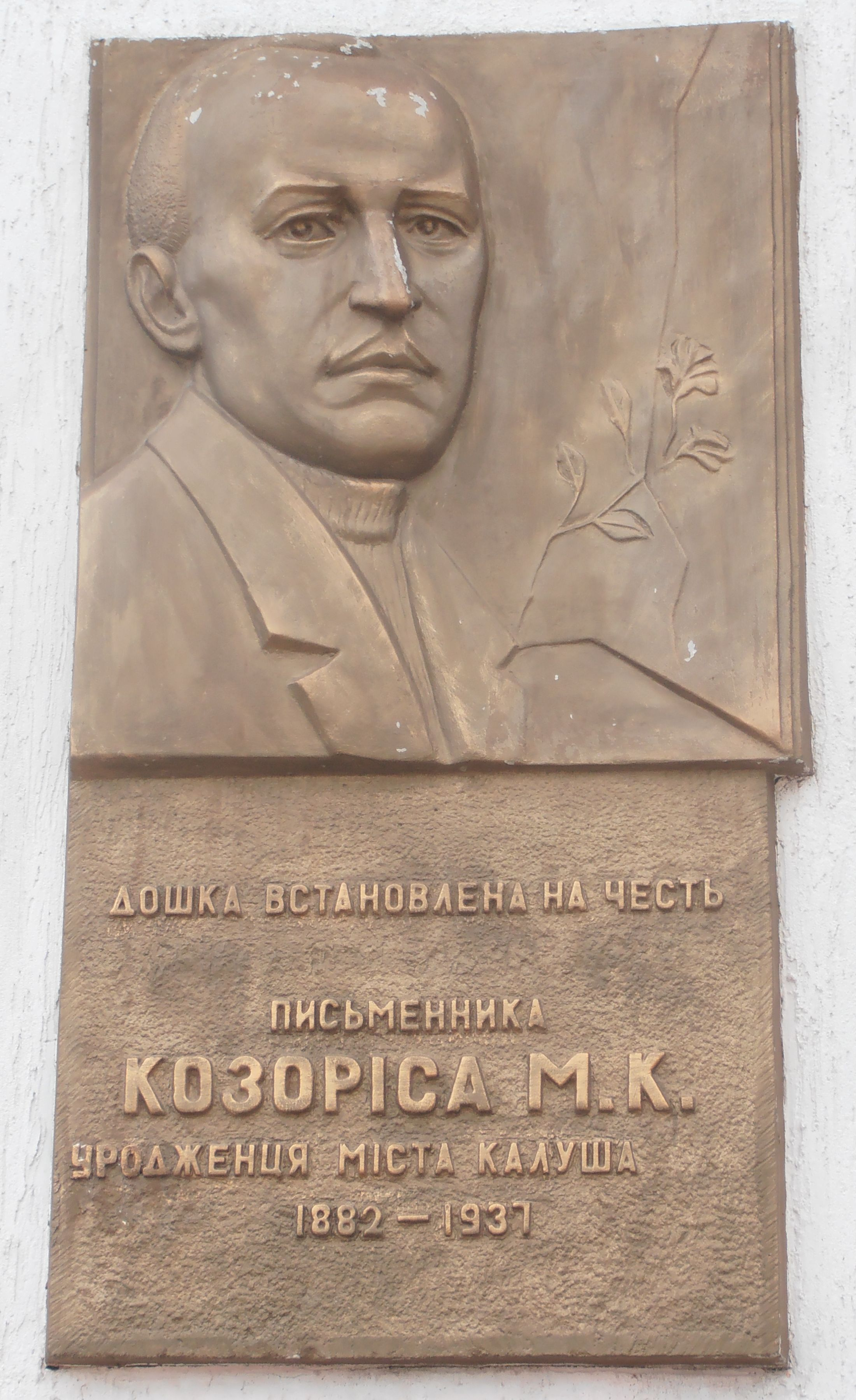
Меморіальна дошка

Початкову школу закінчив у Калуші, пізніше навчався у Станіславівській гімназії, на юридичному факультеті Львівського університету.
Літературну діяльність розпочав 1907 р. як поет. Друкував у періодичних виданнях Галичини і Буковини нариси, оповідання, повісті.
1912 — успішно закінчив юридичний факультет Львівського університету.
Повернувшись на батьківщину, став активним громадським діячем, працював у редакції «Калуського листка», де публікувалися його твори, брав участь у національному відродженні Калуша та його околиць. З інвазією російських військ (1914) Михайла Козоріса разом з іншими українськими патріотами заарештували і вивезли до Росії. Випущений із неволі, залишився на Великій Україні.
З 1919 р. жив у Радянській Україні, працюючи в Наркоматі юстиції УСРР.
Належав до літературної організації «Західна Україна».
У лютому 1933 р. був заарештований і засуджений судовою «трійкою» при ДПУ УСРР (1 жовтня 1933 р.) на 5 років виправно-трудових таборів за звинуваченням у тому, що «з 1924 р. входив до керівництва контрреволюційної організації УВО, працюючи в літературному об'єднанні „Західна Україна“, вербував нових членів в організацію і провадив повстанську діяльність». Покарання відбував на Соловках.
Відомий український письменник Володимир Гжицький, що свого часу також був репресований і повернувся з ув'язнення до Львова, неодноразово згадував про Михайла Козоріса, з яким йому довелося перебувати в таборах: «Це був надзвичайно обдарований письменник. Переніс жорстокі тортури під час слідства, але не здався, гордо переносив табірне лихоліття. А потім його викликали на повторне слідство і розстріляли».
Розстріляний на підставі постанови «особливої трійки» УНКВС Ленінградської області від 9 жовтня 1937 р.
Після «викриття культу особи Сталіна» військовий трибунал Київського військового округу переглянув судово-слідчу справу Козоріса і виніс ухвалу: «Постанову судової трійки при Колегії ОПУ УРСР від 2 жовтня 1933 р. і особливої трійки ДПУ Ленінградської області щодо Козоріса Михайла Кировича скасувати, а справу припинити через відсутність складу злочину».
Реабілітований посмертно.

## Творчість
У ранній період творчості зазнав впливу модернізму.
Автор збірок оповідань «Тарас-дитина» (1914),«Дві сили» [Архівовано 20 Листопада 2018 у Wayback Machine.] (1927), «Віче», «То був злодій» [Архівовано 20 Листопада 2018 у Wayback Machine.] (1928), «За порадою» (1929) «По кам'яній стежці», повістей «Село встає» (1929), «Чорногора говорить» [Архівовано 20 Листопада 2018 у Wayback Machine.] (1931),«Голуба кров» [Архівовано 20 Листопада 2018 у Wayback Machine.] (1932). Його перу належить науково-публіцистична розвідка «Польський терор на Західній Україні», а також низка п'єс для дітей. Написав спогади про Івана Франка, Марка Черемшину, Василя Стефаника, з яким познайомився на початку XX століття.
Широку соціальну панораму гуцульського села 20-х років XX століття автор представив у романі «Чорногора говорить»
Найбільше письменницький талант Михайла Козоріса виявився у прозі, зокрема в новелах. Він писав також літературознавчі праці, наприклад, «Панський терор на Західній Україні». Перебуваючи на Радянській Україні, письменник у 20-х— на початку 30-х років видав п'ять збірок своїх прозових нарисів, опублікував кілька літературознавчих праць.

## Вшанування
У рідному місті його ім'ям названа вулиця, встановлена меморіальна дошка на фасаді Центральної міської бібліотеки.